# جثة ناجي
جثة ناجي {{الإنجليزية Naji's corpse }} هو فيلم درامي إنساني ليبي صدر في 2018 من تأليف الكاتب هاشم الزروق ، وإخراج رؤوف بعيو، وبطولة نضال كحلول، و‌أنور التير، و‌خالد قماطي.

## القصة
يجد العريف سالم نفسه في موقف غريب عليه أثناء مهمة استكشافية خلف خطوط العدو ليكتشف ان العدو يحمل اسما لا يشبه واقع الحروب ليحطم سالم صمت المكان في حوارية ذات شجون.
.<>

## البطولة
- نضال كحلول بدور العريف
- أنورالتير بدور الضابط
- خالد قماطي بدور ناجي